# Vatikanski muzeji
Vatikanski muzeji (latinsko Musea Vaticana, italijansko Musei Vaticani) so muzeji krščanstva in galerije v mestu Vatikan. V njih je razstavljen del ogromne zbirke umetnin, ki so jih v dolgi zgodovini zbrali papeži, nekateri najbolj znani kipi iz rimskega obdobja in najpomembnejše mojstrovine renesančne umetnosti na svetu. Muzeji posedujejo približno 70.000 del, od katerih je razstavljenih približno 20.000 del. V muzeju je zaposlenih 640 uslužbencev, ki delujejo v različnih upravnih, znanstvenih in restavratorskih oddelkih
Muzeje je ustanovil papež Julij II. v zgodnjem 16. stoletju. V ogled muzeja spadata tudi Sikstinska kapela s stropom, ki ga je poslikal Michelangelo, in Rafaelove stance (Stanze di Raffaello), za javnost dostopen del papeževe palače, ki ga  je poslikal Raffaello Santi. Muzej je leta 2017 obiskalo 6 milijonov obiskovalcev, kar ga uvršča na  5. mesto najbolj obiskanih  muzejev na svetu.

## Zgodovina
Zgodovina Vatikanskih muzejev se je začela z odkritjem marmornega kipa Laokoontova skupina 14. januarja 1506 v vinogradu pri baziliki Santa Maria Maggiore  v Rimu. Papež Julij II. je tja poslal Giuliana da Sangalla in Michelangela Buonarrotija, ki sta takrat delala v Vatikanu, da ugotovita, za kakšno odkritje gre. Papež je na njuno priporočilo takoj odkupil najdeni kip. Kip, ki prikazuje trojanskega svečenika Laokoonta in njegova sinova, ki jih napadajo ogromne kače, je točno mesec dni kasneje razstavil v Vatikanu. 
Papež Benedikt XIV. je ustanovil Museum Christianum, papež Pij IX. pa je z nekaj vatikanskimi zbirkami  z odlokom leta 1854 ustanovil Lateranski muzej.
Muzej je 500. obletnico ustanovitve leta 2006 proslavil z odprtjem za javnost arheološkega najdišča na Vatikanskem parku.
Od 1. januarja 2017 je direktorica muzeja umetnostna zgodovinarka Barbara Jatta, ki je zamenjala Antonia Paoluccija, direktorja od leta 2007.

## Vatikanska pinakoteka
Umetniška galerija je bila v rezidenci Borgijcev, dokler ni papež Pij XI. naročil gradnjo ustrezne stavbe. Otvoritev nove stavbe, ki jo je oblikoval  italijanski arhitekt Luca Beltrami, je bila 27. oktobra 1932. Med razstavljenimi umetninami so tudi:
- Giotto: Stefaneschijev triptih
- Olivuccio di Ciccarello: Milostna dela
- Raffaello: Madona iz Foligna, Oddijev oltar, Spremenjenje na gori‎
- Leonardo da Vinci: Sv. Hieronim v divjini
- Caravaggio: Polaganje v grob
- Perugino: Madona in otrok s svetniki in Vstajenje sv. Frančiška
- Filippo Lippi: Marsuppinino kronanje
- Jan Matejko:  Sobieski na Dunaju

## Zbirka sodobne cerkvene umetnosti
Zbirka sodobne verske umetnosti je bila odprta leta 1973. V njej so slike in kipi Carla Carràja, Giorgia de Chiricoja, Vincenta van Gogha, Paula Gauguina, Marca Chagalla, Paula Kleeja, Salvadorja Dalíja in Pabla  Picassa.

## Muzeji kipov
Okoli Cortile del Belvedere je več muzejev s klasičnimi in drugačnimi kipi.

### Muzej Pio-Clementino
Muzej je dobil ime po dveh papežih: Klemnu XIV., ki je muzej ustanovil, in Piju VI., ki je muzej dokončal. Klemen XIV. je sklenil ustanoviti nov muzej v palači Belvedere papeža Inocenca VIII. in jo začel obnavljati.
Muzej je bil odprt  leta 1771. Na začetku so bila v njem antična in renesančna dela. Muzejsko zbirko je povečal njegov naslednik Pij VI. V muzeju so zdaj grški in rimski kipi, razstavljeni v več dvoranah:
- Sala a Croce Greca (Dvorana grškega križa): v njej sta porfirna Sarkofaga Helene in Konstantine, matere in hčerke cesarja Konstantina I.
- Sala Rotonda (Okrogla dvorana) je oblikovana kot majhen Panteon. V njej je impresiven antični talni mozaik in antični kipi, vključno s pozlačenim Herkulovim kipom.
- Galleria delle Statue (Galerija kipov). Med razstavljenimi kipi sta kip Speča Ariadna in doprsni kip Menandra.
- Galleria dei Busti (Galerija doprsij).
- Gabinetto delle Maschere (Kabinet mask) je dobil ime po mozaiku na tleh dvorane. Mozaik so odkrili v rimski Vili Adriana. Med kipi ob stenah dvorane  je tudi kip Tri gracije.
- Sala delle Muse (Dvorana muz) gosti skupinski kip Apolona in devetih muz, odkrit leta 1774 v rimski vili, in dela pomembnih starogrških in rimskih kiparjev. Osrednji kip je Belvederski torzo, ki so se mu klanjali Michelangelo in drugi renesančni umetniki.[17]
- Sala degli animali (Dvorana živali) se imenuje po številnih antičnih kipih živali.

### Muzej Chiaramonti
Muzej je v zgodnjem 19. stoletju ustanovil papež Pij VII., ki se je pred izvolitvijo za papeža pisal Chiaramonti. V muzeju je razstavljenih več kipov, sarkofagov in frizov. V Novem krilu muzeja (Braccio Nuovo), ki ga je projektiral italijanski arhitekt Raffaele Stern, so razstavljeni kipi, med njimi kip cesarja Avgusta (Augusto di Prima Porta),  Kopjenosec (Doriforo) in kip reke Nil. K muzeju Chiaramonti spada tudi lapidarij (Galeria Lapidaria), v katerem je 3.000 kamnitih plošč in napisov.  Dostopna je samo s posebnim dovoljenjem, običajno za akademsko preučevanje. 

### Muzej Gregoriano Etrusco (Etruščanski muzej)
Ustanovil ga je papež Gregor XVI. leta 1836. Muzej ima osem galerij  s pomembnimi etruščanskimi predmeti, najdenimi med arheološkimi izkopavanji. Med razstavljenimi predmeti so vaze, sarkofagi, predmeti iz brona in Guglielmijeva zbirka.

### Museo Gregoriano Egiziano (Egipčanski muzej)
V muzeju je velika zbirka predmetov iz Starega Egipta: papirusi, Geassijeva zbirka, mumije živali in reprodukcije Knjige mrtvih.
Svečana otvoritev Egipčanskega muzeja je bila 2. februarja 1839 na obletnico ustoličenja papeža Gregorja XVI.  Papež se je zavzemal za ustanovitev muzeja predvsem zaradi prepričanja, da je poznavanje staroegipčanske civilizacije zelo pomembno za razumevanje Stare zaveze.

## Museo storico vaticano (Zgodovinski muzej)
Vatikanski zgodovinski muzej je bil ustanovljen leta 1973 na ukaz papeža Pavla VI. Od marca 1991 ima razstavne prostore v Lateranski apostolski palači. 
Muzej ima edinstveno zbirko portretov papežev od 16. stoletja dalje, spominskih predmetov papeških oboroženih sil iz 16. in 17. stoletja in osebnih predmetov papežev, povezanih z verskimi obredi. V spodnjem nadstropju so razstavljeni papamobili, kočije in motorna kolesa papežev in kardinalov, vključno s prvimi avtomobili, s katerim so se vozili papeži.

## Mojstrovine renesančnih slikarjev
- Leonardo da Vinci
Sv. Hieronim v divjini, 103 x 75 cm.
- Giotto di Bondone
Stefaneschijev triptih, 224 x 245 cm
- Giovanni Bellini
Pieta, 106 x 84 cm.
- Rafael 
Kronanje device, 272 x 165 cm
- Rafael 
Spremenjenje na gori, 405 x 278 cm.
- Rafael
Folinjska Madonna, 320 x 194 cm.
- Tizian
Marijino vnebovzetje, 338 x 270 cm.
- Caravaggio
Polaganje v grob, 300 x 203 cm.
- Paolo Veronese
Videnje sv. Helene, 166 x 134 cm.
- Correggio
Kristus, 105 x 98 cm.
- Tizian
Portret doža Marcella
- Pietro Perugino
Marija in otrok s svetniki, 193 x 165 cm.
- Rafael
Poklon Treh kraljev,
27 x 50 cm.
- Rafael 
Oznanjenje, 
27 x 50 cm.
- Rafael 
Predstavitev v templju,
27 x 50 cm.
- Počivajoči Nil, 1.-2. stoletje

## Druge zanimivosti
- papeški prestol iz rdečega marmorja, ki je bil pred tem v baziliki sv. Janeza v Lateranu, Rim
- rimski kipi, nagrobniki in napisi, sarkofag Junija Bassa, Dogmatski sarkofag, in epitaf  Lucija Kornelija Scipiona Barbata
- Raffaellove sobane z njegovimi slikami, vključno z mojstrovino Atenska šola
- Nikolinina kapela
- Sikstinska kapela
- Galerija zemljevidov, v kateri so zemljevidi cele Italije; na stene galerije jih je  naslikal  Ignazio Danti iz Perugie; naročil jih je papež Gregor XIII. (1572–1585); zemljevidi so največja naslikana geografska študija na svetu